# کارل فردریش بونهوفر
کارل فردریش بونهوفر (آلمانی: Karl Friedrich Bonhoeffer؛ ۱۳ ژانویهٔ ۱۸۹۹ – ۱۵ مهٔ ۱۹۵۷) یک شیمی‌دان اهل آلمان بود.